# Mallaig
Mallaig (gaelsky Malaig) je obec v districtu (okresu) Lochaber ve správní oblasti Highland na severozápadě Skotska. Mallaig je důležitým přístavem jak z hlediska rybolovu, tak i dopravního spojení do řady destinací v hebridském souostroví a na poloostrově Knoydart.

## Historie

### Založení Mallaigu
Vesnici Mallaig založil ve 40. letech 19. století skotský peer Thomas Alexander Fraser z klanu Fraserů, 12. Lord Lovat a 1. baron Lovat, majitel panství Morar North, který nájemce svých pozemků na hospodářství Mallaigvaig vedl k tomu, aby se zaměřili na rybolov. Práce rybářů v této oblasti však byla náročná a nebezpečná, nebezpečný byl i život na tomto pobřeží. Například v roce 1881 zničila vichřice a vysoký příliv několik domů a o 10 let později bylo zaznamenáno, že počet obyvatel Mallaigu poklesl z původních 170 na 133. Úlovky přesto byly tak bohaté, že každý den je dopravovaly dvě velké lodě do Obanu, který měl již od roku 1880 železniční spojení s centrálním Skotskem.

### Vzestup a úpadek
K dalšímu významnému rozvoji obce došlo po roce 1901, kdy byla až do přístavu v Mallaigu dovedena železniční trať West Highland Line, která umožnila spojení z Fort Williamu a Glasgowa do přístavů Oban a Mallaig s návazností na lodní dopravu, směřující ze západního pobřeží Skotska na ostrovy v oblasti Vnitřních a Vnějších Hebrid. V následujících desetiletích se Mallaig značně rozrostl, byly zde vybudovány nové ulice a také nový přístav. V roce 1932 postavili dva místní loďaři, John Henderson a Ian Macintyre, první trajekt, pojmenovaný Road to the Isles, na němž bylo možno převážet dvě auta, což v prvních letech postačovalo místním potřebám.

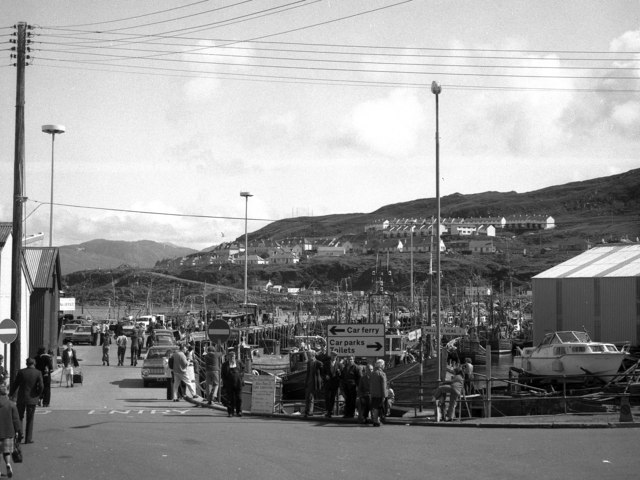
Ruch mezi nádražím a přístavem na snímku z roku 1973

Rozvoj obce a přístavu pokračoval i po druhé světové válce. V 60. letech 20. století byl zdejší rybářský přístav považován za nejvýznamnější centrum lovu sleďů v Evropě, ryby z Mallaigu byly dováženy až do Dánska a Holandska. Od poloviny 70. let až do 80. let 20. století, tj. převážně v době vlády konzervativní premiérky Margaret Thatcherové, však nastal značný pokles prosperity. Železnici opakovaně ohrožovalo zrušení, hlavní těžiště dopravy na ostrov Skye se přesunulo na trasu Inverness - Kyle of Lochalsh. Rapidně pokleslo množství ryb v přilehlých vodách, v důsledku čehož byl v této oblasti na dobu čtyř let vyhlášen zákaz lovu sleďů.
Do jisté míry se udržel význam Mallaigu a jeho okolí pro turistický ruch. Mimo jiné k tomu přispěl i soukromý dopravce, který od roku 1984 začal provozovat v trase Fort William - Mallaig turistický parní vlak Jacobite s programem, provázejícím návštěvníky po stopách jakobitského uchazeče o anglický, skotský a irský trůn Karla Eduarda Stuarta, zvaného Bonnie Princ Charlie.

### Na přelomu 20. a 21. století
Po útlumu z 80. let se život v Mallaigu na přelomu 20. a 21. století více méně opět obrátil k lepšímu. Rozvinul se opět rybolov, zejména lov krevet. V Mallaigu je základní a střední škola, která je spádová i pro oblast Knoydart. Jsou zde četné restaurace a ubytovací zařízení, krytý plavecký bazén a rybářské společenské centrum. Kromě železniční stanice jsou v Mallaigu dvě přístaviště pro osobní lodní dopravu. Z Mallaigu pravidelně vyplouvají trajekty společnosti Caledonian MacBrayne do přístavu Armadale na ostrově Skye a na tzv. Small Isles - Malé ostrovy - Eigg, Muck, Rùm a Cannu. Lodní spojení mezi Mallaigem a Inverie na poloostrově Knoydart, důležité zejména pro dopravu žáků do škol, zajišťuje společnost Western Isles Cruises Ltd. Do Mallaigu vede z Fort Williamu silnice A830, které se v duchu tradice přezdívá Road to the Isles (Cesta k ostrovům). Stejně jako železniční trať West Highland Line, která je řazena mezi nejkrásnější železniční tratě světa, je tato silnice označována jako panoramatická a hodná zvláštní pozornosti turistů.

## Zajímavost
Do okolí Mallaigu několikrát zavítali filmaři. V době natáčení jednotlivých dílů příběhů o Harrym Potterovi bylo možno na zdejším nádraží vídat Bradavický expres (v originále Hogwarts Express). Ve filmu se pak objevily některé záběry z okolí železniční tratě mezi Fort Williamem a Mallaigem - například Glenfinnanský viadukt nebo jezero Loch Eilt s jeho typickými ostrůvky.

Karel Čapek píše o své návštěvě této vesnice v díle Marsyas čili na okraj literatury (1931). 

## Fotogalerie

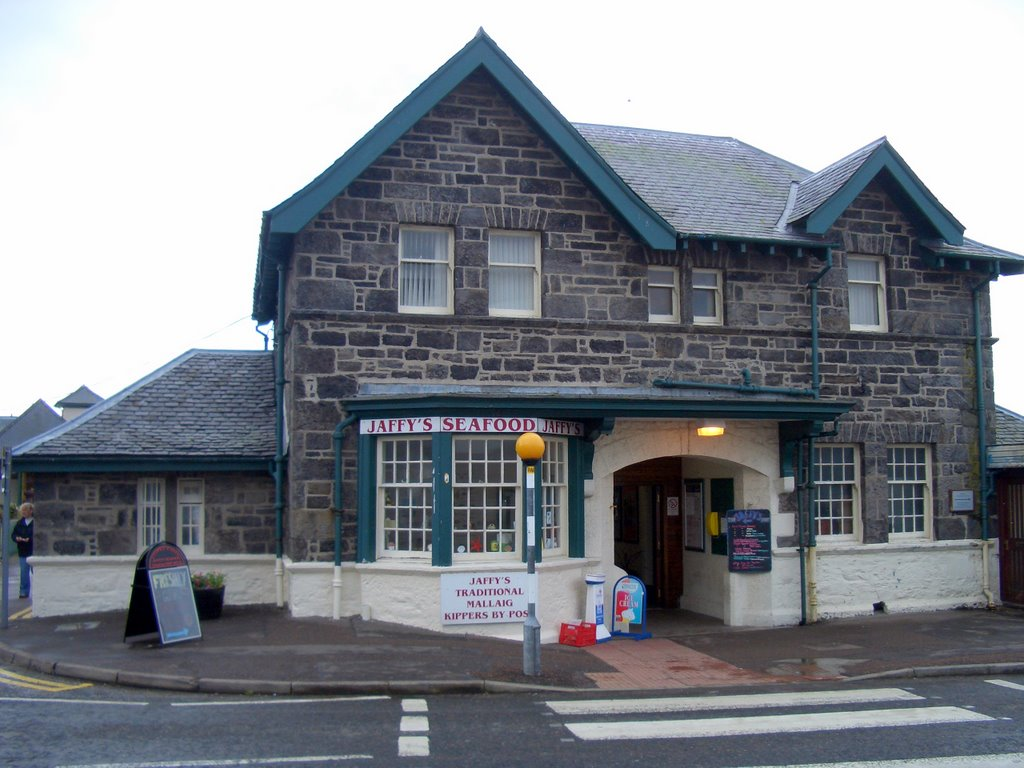
Konečná stanice trati West Highland Line
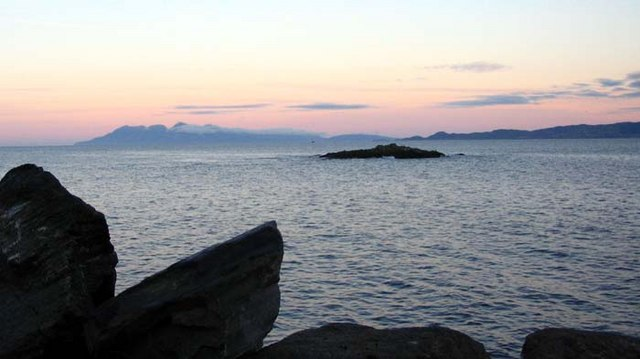
Pohled na ostrov Rùm z břehu u Mallaigu
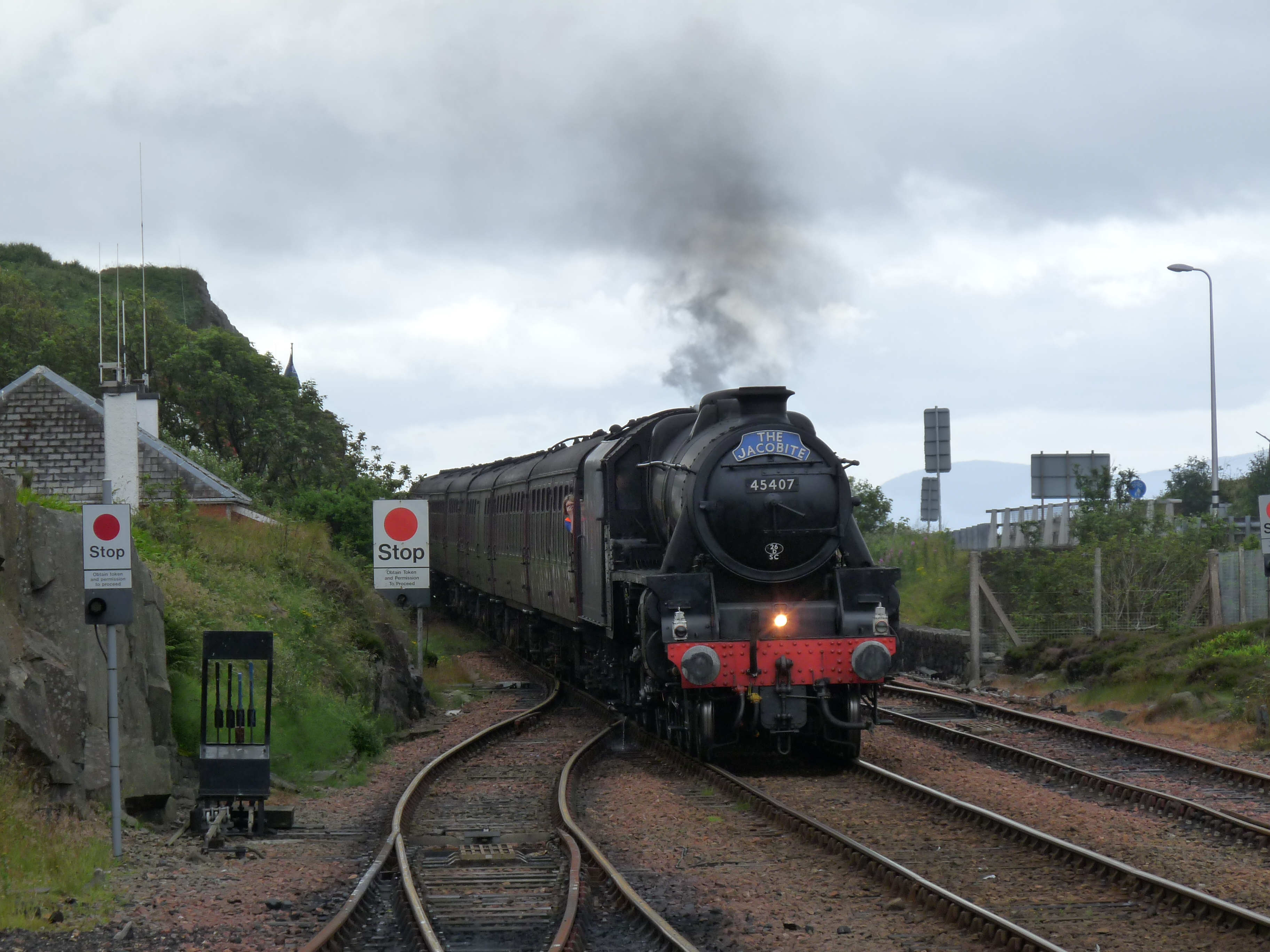
Parní vlak Jacobite přijíždí do Mallaigu
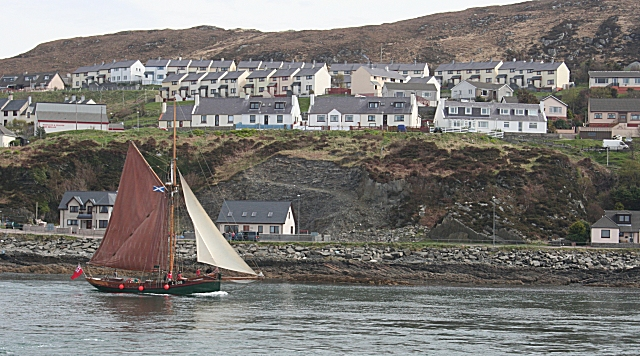
Řadové rodinné domy nad přístavem
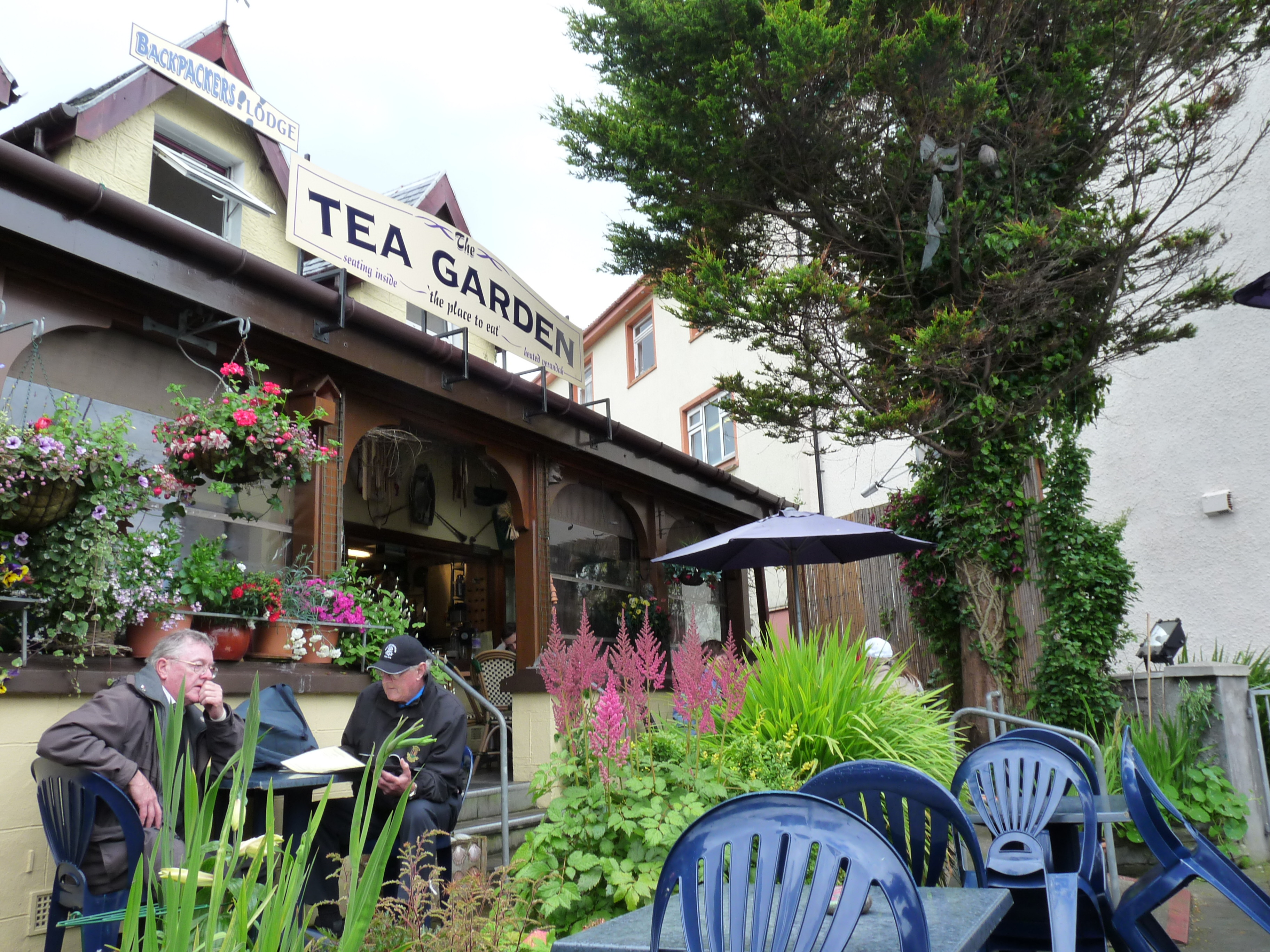
Čajovna v centru obce
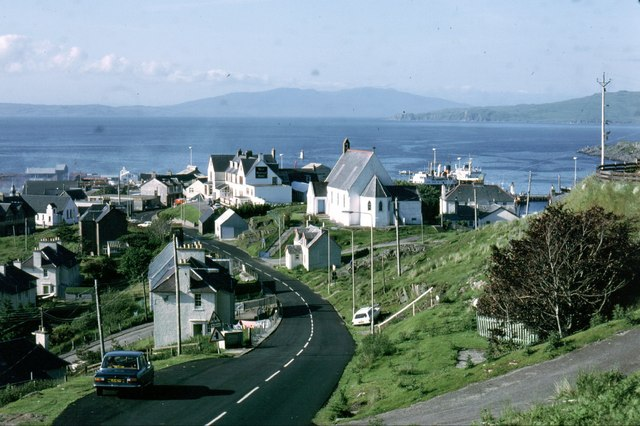
Mallaig s kostelem sv. Kolumby - pohled od jihu